# Kévin Avoine
Pour les articles homonymes, voir Avoine (homonymie).
Kévin Avoine, né le 14 novembre 1997 au Cateau-Cambrésis, est un coureur cycliste français. Il est membre de l'équipe Van Rysel-Roubaix.

## Biographie

### Débuts et progression chez les amateurs
Kévin Avoine est originaire du Cateau-Cambrésis, une commune située dans le département du Nord. Très tôt intéressé par le cyclisme, il prend sa première licence à l'âge de six ans au sein de l'UC Troisvilles-Inchy-Beaumont-Bertry. Il court ensuite à l'UV Fourmies puis au CC Cambrésien dans les catégories de jeunes,. Sa petite sœur Alison est elle aussi coureuse cycliste dans l'équipe Saint Michel-Mavic-Auber 93. 
En 2015, il se classe treizième de la Classique des Alpes juniors, ou encore quinzième de Kuurne-Bruxelles-Kuurne juniors (moins de 19 ans). Il évolue ensuite à l'ESEG Douai durant trois saisons. Avec cette formation, il obtient trois victoires et diverses places d'honneur sur des épreuves de première catégorie. Il finit également huitième de Liège-Bastogne-Liège espoirs en 2018. 
En 2019, il rejoint le CC Nogent-sur-Oise, afin de disposer d'un meilleur calendrier. Lors de la saison 2021, il s'impose au plus haut niveau amateur sur Paris-Chalette-Vierzon. Il se distingue aussi dans les compétitions par étapes en terminant deuxième du Tour du Loiret et du Tour de la Manche. Malgré ses performances, il ne décroche pas de contrat professionnel. Kévin Avoine poursuit alors une saison supplémentaire au CC Nogent-sur-Oise en 2022. Vainqueur de trois nouvelles courses, il termine également cinquième du championnat de France amateurs, ou encore troisième de Paris-Troyes, inscrit au calendrier de l'UCI. 
En 2023, il change de nouveau d'équipe en intégrant le SCO Dijon-Material-velo.com. Décrit comme un « rouleur-puncheur », il remporte une étape de l'Essor Breton et du Tour du Beaujolais. Il devient en outre champion régional de Bourgogne-Franche-Comté. Grâce à ses bons résultats, il signe un premier contrat professionnel avec l'équipe continentale Van Rysel-Roubaix Lille Métropole.

### Carrière professionnelle
Kévin Avoine fait ses débuts professionnels en janvier 2024 sur le Grand Prix de Valence. Il enchaîne ensuite avec le Tour de La Provence, où il participe à une échappée durant la première étape.

## Vie privée
Sa sœur, Alison, est également cycliste professionnelle.

## Palmarès et résultats

### Palmarès par année
| - 2017 - Grand Prix d'Assevent - 2e étape de la Ronde du Centenaire (contre-la-montre) - 3e de la Ronde du Centenaire - 2018 - Circuit des Mines - 2e du Grand Prix de Geluwe - 2e du Grand Prix de Freyming-Merlebach - 2e du Chrono de Grostenquin - 3e de la Flèche d'Armor - 2019 - 2e du Grand Prix de Saint-Aubert - 3e du Grand Prix de Templeuve - 2020 - 3e du Trio Normand - 2021 - Paris-Chalette-Vierzon - 2e du Tour du Loiret - 2e du Tour de la Manche - 2e du Chrono d'Hames-Boucres - 3e du Prix de Coucy-le-Château - 3e du Grand Prix de Ham | - 2022 - Prix de Cramant - Grand Prix de Bavay - Grand Prix des Marbriers - 2e du Grand Prix de Gouy-sous-Bellonne - 2e du Grand Prix de Saint-Souplet - 3e de Paris-Troyes - 3e du Challenge Mayennais - 2023 - Championnat de Bourgogne-Franche-Comté - 2e étape de l'Essor Breton - 4e étape du Tour du Beaujolais - 2e du Grand Prix des Marbriers - 3e du Prix de Cramant |  |

### Classements mondiaux
| Année                                 | 2018  | 2019 | 2020 | 2021  | 2022  | 2023 | 2024  |
| ------------------------------------- | ----- | ---- | ---- | ----- | ----- | ---- | ----- |
| Classement mondial                    | 3120e | nc   | nc   | 1190e | 1455e | nc   | 2137e |
| UCI Europe Tour                       | 2063e | nc   | nc   | 878e  | 991e  | nc   | nc    |
|                                       |       |      |      |       |       |      |       |
| Légende : nc = non classéSource : UCI |       |      |      |       |       |      |       |